# Championnat d'Algérie de football de deuxième division 2011-2012
Navigation
Ligue 2
2010-2011 Ligue 2
2012-2013
La saison 2011-2012 du Championnat d'Algérie de football de Ligue 2. Il s'agît de la 49e édition de la deuxième division algérienne, et de la deuxième saison de ce championnat depuis la professionnalisation du football algérien. La compétition débute le 9 septembre 2011 et se termine le 27 avril 2011. Au terme du championnat les trois premières équipes au classement accéderont en Ligue 1 tandis que les trois dernières seront reléguées en Division Nationale Amateur.

## Changements par rapport à la dernière saison

### Relégations et promotions de laLigue 2
Équipes promues en Ligue 1
- CA Batna
- CS Constantine
- NA Hussein Dey

Équipes reléguées en DNA
- CR Témouchent
- JSM Skikda

### Relégations et promotions vers laLigue 2
Équipes reléguées en Ligue 2
- CA Bordj Bou Arreridj
- USM Annaba
- USM Blida

Équipes promues en Ligue 2
- JS Saoura
- MO Béjaïa

## Participants
| Équipes               | Ville              | Stade                           | Capacité du stade |
| --------------------- | ------------------ | ------------------------------- | ----------------- |
| AB Merouana           | Merouana           | Stade Abderrahmene-Bensaci      | 12,000            |
| ASM Oran              | Oran               | Stade Habib-Bouakeul            | 23,000            |
| CA Bordj Bou Arreridj | Bordj Bou Arreridj | Stade du 20 août 1955           | 18,000            |
| ES Mostaganem         | Mostaganem         | Stade Mohamed-Bensaïd           | 18,000            |
| JS Saoura             | Béchar             | Stade du 20-Août-1955 (Béchar)  | 8,000             |
| MO Béjaïa             | Béjaïa             | Stade de l'Unité Maghrébine     | 25,000            |
| MO Constantine        | Constantine        | Stade Mohamed-Hamlaoui          | 25,000            |
| MSP Batna             | Batna              | Stade du date 1er novembre 1954 | 30,000            |
| O Médéa               | Médéa              | Stade Imam-Ilyes                | 13,000            |
| Paradou AC            | Alger              | Stade Omar-Hamadi               | 15,000            |
| RC Kouba              | Alger              | Stade Mohamed-Benhaddad         | 10,000            |
| SA Mohammadia         | Mohammadia         | Stade Mohamed Ouali             | 16,000            |
| US Biskra             | Biskra             | Stade du 18-Février             | 30,000            |
| USM Annaba            | Annaba             | Stade du 19-Mai-1956            | 56,000            |
| USM Bel-Abbès         | Sidi Bel Abbès     | Stade du 24-Février-1956        | 48,000            |
| USM Blida             | Blida              | Stade Mustapha-Tchaker          | 35,000            |

| ABM ASMO CABBA ESM JSS MOC MOB MSPB OM PAC RCK SAM USB USMBA USMB |

## Compétition

### Classement
| Rang | Équipe                  | Pts | J  | G  | N  | P  | Bp | Bc | Diff |
| ---- | ----------------------- | --- | -- | -- | -- | -- | -- | -- | ---- |
| 1    | CA Bordj Bou Arreridj R | 57  | 30 | 17 | 6  | 7  | 36 | 21 | +15  |
| 2    | JS Saoura P             | 56  | 30 | 17 | 5  | 8  | 48 | 26 | +22  |
| 3    | USM Bel-Abbès           | 50  | 30 | 14 | 8  | 8  | 34 | 24 | +10  |
| 4    | MO Béjaïa P             | 49  | 30 | 15 | 4  | 11 | 43 | 30 | +13  |
| 5    | USM Blida R             | 45  | 30 | 12 | 9  | 9  | 40 | 36 | +4   |
| 6    | ES Mostaganem           | 44  | 30 | 12 | 8  | 10 | 38 | 32 | +6   |
| 7    | ASM Oran                | 41  | 30 | 10 | 11 | 9  | 34 | 36 | -2   |
| 8    | USM Annaba R            | 40  | 30 | 11 | 7  | 12 | 31 | 34 | -3   |
| 9    | MSP Batna               | 40  | 30 | 10 | 10 | 10 | 24 | 27 | -3   |
| 10   | AB Merouana             | 39  | 30 | 10 | 9  | 11 | 24 | 29 | -5   |
| 11   | O Médéa                 | 38  | 30 | 9  | 11 | 10 | 24 | 29 | -5   |
| 12   | MO Constantine          | 38  | 30 | 10 | 8  | 12 | 36 | 40 | -4   |
| 13   | SA Mohamadia            | 36  | 30 | 11 | 3  | 16 | 30 | 48 | -18  |
| 14   | Paradou AC              | 35  | 30 | 9  | 8  | 13 | 34 | 34 | 0    |
| 15   | RC Kouba                | 32  | 30 | 8  | 8  | 14 | 29 | 39 | -10  |
| 16   | US Biskra               | 21  | 30 | 6  | 3  | 21 | 26 | 46 | -20  |

Promotions et relégations
- Montée en Ligue 1 2012-2013
- Maintenue en Ligue 2 2012-2013
- Relégation en DNA D3 2012-2013

Abréviations
R : Relégué de Ligue 1 2010-2011

P : Promus de DNA D3 2010-2011

### Résultats
| Résultats (▼dom., ►ext.)                                   | ABM | ASMO | CABBA | ESM | JSS | MOB | MOC | MSPB | OM  | PAC | RCK | SAM | USB | USMAn | USMBA | USMB |
| AB Merouana                                                |     | 0-0  | 0-0   | 1-1 | 1-0 | 0-1 | 1-0 | 0-0  | 2-0 | 1-1 | 0-1 | 1-0 | 1-0 | 4-1   | 1-0   | 0-0  |
| ASM Oran                                                   | 2-1 |      | 2-1   | 2-3 | 2-0 | 0-0 | 0-0 | 2-2  | 2-1 | 2-1 | 1-1 | 5-3 | 2-1 | 2-1   | 1-0   | 2-2  |
| CA Bordj Bou Arreridj                                      | 1-1 | 2-0  |       | 2-1 | 2-0 | 2-1 | 1-0 | 1-0  | 3-0 | 1-1 | 2-0 | 1-0 | 0-1 | 0-0   | 1-0   | 2-1  |
| ES Mostaganem                                              | 4-1 | 3-1  | 0-0   |     | 2-1 | 1-0 | 2-1 | 0-0  | 0-0 | 2-1 | 3-1 | 2-1 | 1-1 | 0-0   | 4-0   | 2-2  |
| JS Saoura                                                  | 4-0 | 3-0  | 0-1   | 2-1 |     | 4-1 | 5-0 | 2-0  | 2-0 | 2-1 | 1-1 | 4-1 | 3-1 | 1-0   | 1-0   | 2-1  |
| MO Béjaïa                                                  | 2-1 | 2-1  | 1-2   | 2-1 | 1-0 |     | 1-0 | 2-0  | 5-1 | 1-0 | 1-2 | 3-0 | 1-0 | 1-0   | 1-1   | 5-0  |
| MO Constantine                                             | 3-1 | 3-1  | 2-1   | 2-0 | 0-2 | 2-2 |     | 2-1  | 1-1 | 2-2 | 2-2 | 1-1 | 1-0 | 2-0   | 1-2   | 1-2  |
| MSP Batna                                                  | 1-0 | 0-0  | 0-1   | 1-0 | 0-0 | 1-0 | 2-2 |      | 1-0 | 1-0 | 3-0 | 1-0 | 2-1 | 2-2   | 0-0   | 1-0  |
| O Médéa                                                    | 0-0 | 0-0  | 1-0   | 3-0 | 1-1 | 2-1 | 2-1 | 0-0  |     | 2-1 | 1-0 | 0-0 | 1-0 | 1-0   | 2-2   | 2-0  |
| Paradou AC                                                 | 2-0 | 1-0  | 2-0   | 1-0 | 1-2 | 1-3 | 0-1 | 1-0  | 1-1 |     | 1-1 | 1-2 | 5-2 | 1-1   | 2-1   | 1-1  |
| RC Kouba                                                   | 0-1 | 1-1  | 1-1   | 0-1 | 2-0 | 1-2 | 1-2 | 3-2  | 1-0 | 1-1 |     | 2-1 | 1-0 | 0-1   | 1-1   | 2-4  |
| SA Mohammadia                                              | 0-1 | 2-1  | 0-3   | 1-0 | 0-0 | 1-0 | 3-1 | 0-1  | 2-1 | 2-1 | 1-0 |     | 4-1 | 2-1   | 0-2   | 1-0  |
| US Biskra                                                  | 1-2 | 0-1  | 1-2   | 0-1 | 1-2 | 1-0 | 1-2 | 1-0  | 1-1 | 0-1 | 1-0 | 6-1 |     | 1-0   | 0-1   | 0-0  |
| USM Annaba                                                 | 1-1 | 2-1  | 1-2   | 2-1 | 4-2 | 1-1 | 1-0 | 1-1  | 1-0 | 1-0 | 1-2 | 2-0 | 2-1 |       | 2-1   | 2-0  |
| USM Bel-Abbès                                              | 1-0 | 0-0  | 1-0   | 2-1 | 0-0 | 2-1 | 1-1 | 2-0  | 1-0 | 0-2 | 2-1 | 3-0 | 2-0 | 3-0   |       | 3-1  |
| USM Blida                                                  | 2-1 | 0-0  | 3-1   | 1-1 | 1-2 | 2-1 | 1-0 | 4-1  | 0-0 | 1-0 | 1-0 | 4-1 | 5-2 | 1-0   | 0-0   |      |
| - Victoire à domicile - Match nul - Victoire à l'extérieur |     |      |       |     |     |     |     |      |     |     |     |     |     |       |       |      |

### Règlement
Points du règlement sur le championnat
Calcul des points :
- 3 points pour une victoire.
- 1 point pour un match nul.
- 0 point pour une défaite[2].

En cas d'égalité de points, les critères suivants sont appliqués :
- Différence de buts
- Nombre de buts marqués
- Différence particulière
- Classement du fair-play

## Statistiques

### Statistiques générales de la Ligue 2
| - Total des matchs disputés cette saison : 240 matchs ont été joués soit 120 à domicile et 120 à l'exterieur. - Nombre de victoires à domicile : 144 matchs furent remportés à domicile, ce qui représente un pourcentage de 60 % des victoires totales. - Nombre de défaite à domicile : 37 défaites ont été concédées à domicile, ce qui représente un pourcentage de 15 % des défaites totales. - Nombre de match nul : 59 matchs nuls ont été concédés, cela représente un pourcentage de 25 % de matchs nuls du nombre total de rencontres disputées. - Nombre de victoires à l'extérieur : 37 matchs ont été remportés à l'extérieur, ce qui représente un pourcentage de 15 % des victoires totales. - Nombre de défaite à l'extérieur : 144 matchs ont été perdus à l'extérieur, ce qui représente un pourcentage de 60 % des défaites totales. |

| - Nombre total de buts marqués: 531 buts ont été marqués cette saison, ce qui représente une moyenne de 2,21 buts par match. - Nombre de buts marqués à domicile: 356 buts ont été inscrits à domicile, ce qui représente une moyenne de 1,48 buts par match, soit un pourcentage de 67 % du total des buts. - Nombre de buts marqués à l'extérieur: 175 buts ont été inscrits à l'extérieur, ce qui représente une moyenne de 0,73 but par match, soit un pourcentage de 33 % du total des buts. - Plus large victoire à domicile: L'US Biskra s'impose à domicile face au SA Mohamadia sur le score de 6 buts à 1, pour le compte de la 22e journée de Ligue 2. - Plus large victoire à l'extérieur: Le CA Bordj Bou Arreridj s'impose sur le terrain du SA Mohamadia sur le score de 0 but à 3, pour le compte de la 9e journée de Ligue 2. - Match avec le plus de buts: Il s'agit du match ayant opposé l'ASM Oran au SA Mohamadia, une rencontre ayant terminé sur le score de 5 buts à 3 en faveur du club oranais, pour le compte de la 6e journée de Ligue 2. |

### Comparaisons des trois promus
| Équipes | Rang | Points | Matchs Joués | Points/Match | Buts      | Buts/Match    | Victoires    | Plus grande victoire                  | Défaites    | Plus grande défaite                                    | Série actuelle                   |
| ------- | ---- | ------ | ------------ | ------------ | --------- | ------------- | ------------ | ------------------------------------- | ----------- | ------------------------------------------------------ | -------------------------------- |
| CABBA   | 1    | 57     | 30           | 1,9          | 36BP 20BC | 1,20BP 0,70BC | 17 (56,67 %) | 3-0 vs OM (8eJ) 0-3 vs SAM (9eJ)      | 7 (23,33 %) | 2-0 vs PAC (29eJ)                                      | 2 matchs sans victoires          |
| JSS     | 2    | 56     | 30           | 1,87         | 48BP 26BC | 1,60BP 0,87BC | 17 (56,67 %) | 5-0 vs MOC (3eJ)                      | 8 (26,67 %) | 2-0 vs CABBA (4eJ) 2-0 vs RCK (9eJ) 2-0 vs ASMO (29eJ) | 1 victoire 1 match sans défaite  |
| USMBA   | 3    | 50     | 30           | 1,67         | 34BP 24BC | 1,13BP 0,80BC | 14 (46,67 %) | 3-0 vs SAM (17eJ) 3-0 vs USMAn (30eJ) | 8 (26,67 %) | 4-0 vs ESM (24eJ)                                      | 1 victoire 2 matchs sans défaite |

### Comparaisons des trois relégués
| Équipes | Rang | Points | Matchs Joués | Points/Match | Buts      | Buts/Match    | Victoires   | Plus grande victoire | Défaites     | Plus grande défaite                | Série actuelle                    |
| ------- | ---- | ------ | ------------ | ------------ | --------- | ------------- | ----------- | -------------------- | ------------ | ---------------------------------- | --------------------------------- |
| PAC     | 14   | 35     | 30           | 1,17         | 34BP 34BC | 1,13BP 1,13BC | 9 (30,00 %) | 5-2 vs USB (10eJ)    | 13 (43,33 %) | 1-3 vs MOB (2eJ)                   | 1 défaite 1 match sans victoire   |
| RCK     | 15   | 32     | 30           | 1,07         | 29BP 39BC | 0,97BP 1,30BC | 8 (26,67 %) | 2-0 vs JSS (9eJ)     | 14 (46,67 %) | 3-0 vs MSPB (26eJ)                 | 1 défaite 1 match sans victoire   |
| USB     | 16   | 21     | 30           | 0,7          | 26BP 46BC | 0,87BP 1,53BC | 6 (20,00 %) | 6-1 vs SAM (22eJ)    | 21 (70,00 %) | 4-1 vs SAM (7eJ) 4-1 vs JSS (30eJ) | 4 défaites 4 matchs sans victoire |